# 김선재 (래퍼)
김선재(1998년 5월 7일 ~ )는 대한민국의 래퍼이다.

## 학력
- 서울세종고등학교 (졸업)

## 경력
서울세종고등학교에 재학 중이던 2017년에 방송된 엠넷의 힙합 오디션 프로그램 《고등래퍼 1》에 출연하면서 데뷔했다. 서울 강동 지역 대표 선발전에서 223점을 기록하여 1위를 차지했으며 서울 강동 지역 대표 최종 선발전에서 1위를 차지하면서 지역 대항전 참가 자격을 획득했다.
지역 대항전에서는 경인 서부 지역 대표로 참가한 MC그리(김동현)를 상대로 승리를 기록했으나 교과서 랩 배틀에서 큰 점수차로 패배하면서 탈락하고 말았다. 하지만 패자부활전에서 1위를 차지하면서 1:1 배틀에 진출했고 서울 강서 지역 대표로 참가했던 김윤호를 상대로 승리를 기록하면서 파이널에 진출했다.
파이널에서는 친구에게 하고 싶은 말을 소재로 한 노래 〈종〉을 불렀는데 효린이 피처링을 맡았다. 김선재는 이 노래를 통해 파이널에서 224점을 기록하면서 최종 순위 4위를 차지했다.

## 음반 목록
- EP 《Poor Boy》 (2019년)